# Commission de la santé et de la sécurité du travail
Pour les articles homonymes, voir Commission de la santé.

Logo de l'IVAC

La Commission de la santé et de la sécurité du travail (CSST) est un ancien organisme gouvernemental québécois créé en 1979 pour administrer certains programmes d'indemnisation gouvernementaux.  Son mandat principal était l'application de la Loi sur la santé et la sécurité au travail, mais elle se chargeait également de l'indemnisation des victimes d'actes criminels (LIVAC) ou de civisme.
La CSST a été abolie le 1er janvier 2016 lors de la création de la Commission des normes, de l'équité, de la santé et de la sécurité du travail (CNESST).

## Historique
La CSST a été créée en 1979 par la Loi sur la santé et la sécurité du travail (LSST), adoptée le 21 décembre 1979, par le gouvernement Lévesque et parrainée par le ministre d'État au Développement social, Pierre Marois. Cet organisme a remplacé la Commission des accidents du travail (CAT) qui a assumé des responsabilités similaires, mais moins complètes, à partir de 1928 et 1979.
En mars 2009, à la suite de pertes élevées sur ses placements à la Caisse de dépôt et placement du Québec, la CSST a déclaré un déficit d'environ 3,4 milliards de dollars.
En juin 2015, l'Assemblée nationale adopte le projet de loi n° 42 visant à regrouper trois entités en une seule :
- La Commission de l'équité salariale (CES) ;
- La Commission des normes du travail (CNT) et ;
- La Commission de la santé et de la sécurité du travail (CSST).

La Commission des normes, de l'équité, de la santé et de la sécurité du travail (CNESST) est ainsi créée le 1er janvier 2016.

### Identité visuelle
La CSST était dotée au cours de son existence d'un logo qui ne faisait pas partie du programme d'identification visuelle du gouvernement du Québec alors en vigueur. Cette situation est maintenue lorsqu'en juin 1999 le gouvernement du Québec change son image visuelle, la CSST obtenant une dérogation.

Logo de la CSST jusqu'en 2008.
Logo de la CSST de 2008 à 2016.

## Mandat
L'application de la Loi sur les accidents du travail et les maladies professionnelles (LATMP) chargeait la CSST d'indemniser les travailleurs québécois blessés au travail, de veiller à l'application des lois liées à la santé et à la sécurité au travail, de faire la promotion de la santé et sécurité au travail et d'adopter les règlements liés à ce domaine.
De par sa loi constitutive, la CSST devait appliquer des mécanismes paritaires afin de réduire les risques d'accident et de maladie professionnelle dans les milieux de travail.
Subsidiairement, la CSST gérait le programme d'indemnisation des victimes d'actes criminels (IVAC) et indemnise les citoyens québécois ayant subi des lésions lors de la survenance de crime.
La CSST s'occupait également d'indemniser les citoyens ayant subi des dommages à la suite d'actes de civisme ou de bravoure.
La CSST administrait :
- la Loi sur les accidents du travail et les maladies professionnelles (LATMP), adoptée le 19 août 1985;
- la Loi sur l'indemnisation des victimes d'actes criminels (LIVAC), le 1er mars 1972;
- la Loi visant à favoriser le civisme, en décembre 1977.

## Bureaux
Le siège social de la CSST était situé dans la ville de Québec. Le siège social est celui d'origine de la CAT qui a été utilisé pour la CSST et ensuite la CNESST. L'édifice a été construit entre 1968 et 1970 et a été inauguré en 1970 sur la rue Bourdages à Québec et a été utilisé jusqu'en 2022 avec l'inauguration du nouveau siège social situé sur la rue d'Estimauville à Québec.